# Сухаревская, Лидия Петровна
Ли́дия Па́вловна (Петро́вна) Сухаре́вская (30 августа 1909, Петергоф — 11 октября 1991, Москва) — советская актриса театра и кино, драматург. Народная артистка СССР (1990), лауреат Сталинской премии первой степени (1951).
В зрелом возрасте сменила отчество с «Павловна» на «Петровна», поскольку считала, что оригинал неблагозвучен («Похоже на Палковна»).

## Биография
Родилась 17 (30) августа 1909 года в Петергофе (по другим источникам — в селе Поповкино Грязовецкого уезда Вологодской губернии, ныне — Грязовецкого района Вологодской области).
До 7 лет жила в селе Поповкино Вологодской губернии. Затем семья переехала в Грязовец и поселилась на улице Топоровской (с 1967 — улица Горького). Её отец служил в Упродкоме. С юности стала увлекаться драматическим искусством и в одиннадцать лет поступила в школьный драмкружок.
В 1924 году, после смерти отца, переехала в Ленинград (ныне Санкт-Петербург). На каникулах, пытаясь помочь деньгами семье, подрабатывала маникюршей, табельщицей, просто разнорабочей на строительстве больницы. Занималась в школьной театральной студии. Первая большая роль в самодеятельности — в пьесе Ф. Шиллера «Вильгельм Телль».
В 1927 году поступила в 1-ю Государственную профессионально-художественную студию по классу Н. Н. Иванова. Так как мать будущей актрисы не могла оплачивать обучение, то она была принята к обучению «в счёт хозяйственных расходов». Играла в производственной мастерской при студии. За годы обучения сыграла в отрывках Анну из «Ричарда III» У. Шекспира, Люсиль из «Мещанина во дворянстве» Мольера, Марию в «Марии Стюарт» Ф. Шиллера.
В 1931—1932 годах — артистка Ансамбля художественной пропаганды при Ленинградском доме культуры имени Первой пятилетки (Агит-театр, позже Передвижной колхозно-совхозный театр). Вместе с труппой пробыла до распада театра.
В 1932 году стала актрисой Ленинградского ТРАМа, но, неудовлетворённая работой, через год ушла в труппу Радиокомитета под руководством Ю. Н. Калганова, где сыграла несколько ролей. Тогда же была замечена Д. Г. Гутманом и получила приглашение в Театр Комедии (ныне Санкт-Петербургский театр комедии имени Н. П. Акимова). В 1933 году состоялся дебют на этой сцене — роль Тани в пьесе В. П. Катаева «Дорога цветов». Работа в театре Комедии принесла актрисе популярность и дала возможность работы с ведущими режиссёрами, в том числе Н. П. Акимовым, Н. С. Рашевской, Г. М. Козинцевым, Р. Р. Сусловичем. За 11 лет в театре сыграла 20 ролей. Во время войны вместе с театром находилась в эвакуации в Сталинабаде.
В 1944 году, во время возвращения театра Комедии из эвакуации, покинула его труппу. В 1946 году поступила в Московский театр драмы (ныне — Московский академический театр имени Владимира Маяковского), в котором играла до 1948 года, а также в 1950—1951 годах.
С 1946 года одновременно выступала в Театре-студии киноактера и Московском театре Сатиры (1962—1963), где исполнила несколько трагических ролей, которые обычно не значились в её репертуаре, показав себя с новой стороны, как актриса разноплановая, умеющая находить живое и рациональное одновременно в любой роли.
В 1963—1974 годах — актриса Московского драматического театра на Малой Бронной. Основными ролями на этой сцене стали Мать в одноимённой пьесе К. Чапека, Клер Цеханасьян в «Визите дамы» Ф. Дюрренматта, Эдит Пиаф в «На балу удачи» Е. Якушкиной и Л. Сухаревской.

Мемориальная доска
Б. Тенину и Л. Сухаревской,
ул. Большая Никитская, 49

В 1974 году вернулась в Московский театр имени В. Маяковского, где и играла до конца своей жизни. Здесь сыграла одну из лучших своих ролей — Лидию Васильевну Жербер в мелодраме А. Н. Арбузова «Старомодная комедия» (1975). Партнёром актрисы в этом спектакле выступил её муж, также бывший «акимовец» Б. М. Тенин.
Часто выступала с литературными композициями по произведениям отечественных и зарубежных авторов. Заметной работой такого плана стала роль Пелагеи в композиции «Пелагея и Алька» по Ф. А. Абрамову в 1974 году.
Много снималась в кино, первая роль — Белендряса Петровна в фильме А. А. Роу «Василиса Прекрасная» (1939).
Член Союза кинематографистов СССР (Москва).
Л. П. Сухаревская скончалась 11 октября 1991 года в Москве. Похоронена на Ваганьковском кладбище (участок № 29) вместе с мужем, актёром Б. М. Тениным (1905—1990).
В квартире артистов на Б. Никитской улице, 49 ныне Филиал научной библиотеки Союза театральных деятелей Российской Федерации — Личные собрания музей-квартира народных артистов СССР Тенина Б. М. и Сухаревской Л. П.

## Роли в театре

### Ленинградский театр комедии
- 1933 — «Дорога цветов» В. Катаева — Таня
- 1937 — «В понедельник в 8» Э. Фербер и Дж. Кауфмана
- 1939 — «Опасный поворот» Д. Пристли; реж. Г. Козинцев — Бетти
- 1940 — «Валенсианская вдова» Л. де Веги; реж. Н. Акимов — Урбан
- 1940 — «Тень» Е. Шварца; реж. Н. Акимов — Юлия Джули
- 1940 — «Скончался господин Пик» Ш. Пейре-Шапюи; реж. Н. Акимов и И. Ханзель — Эдит
- 1943 — «Дорога в Нью-Йорк» Л. А. Малюгина; реж. С. Юткевич — Элли Эндрюс
- «Пигмалион» Б. Шоу — Элиза Дулитл
- «Замужняя невеста» А. Шаховского, А. Грибоедова и Н. Хмельницкого — Наташа

### Театр-студия киноактёра
- «Попрыгунья» А. Чехова — Ольга Ивановна
- «Несущий в себе» Л. Сухаревской — Антонина
- «Гедда Габлер» Г. Ибсена — Гедда Габлер
- «Софья Ковалевская» братьев Тур — Софья Ковалевская

### Московский академический театр сатиры
- «Дом, где разбиваются сердца» Б. Шоу — Хизиона

### Московский драматический театр на Малой Бронной
- 1964 — «Жив человек» В. Максимова; реж. А. Гончаров — Сима
- 1965 — «Визит старой дамы» Ф. Дюрренматта; реж. А. Гончаров — Клара Цеханасьян
- «Мать» К. Чапека — Мать
- «На балу удачи» Е. Якушкиной и Л. Сухаревской — Эдит Пиаф
- «Золотая карета» Л. Леонова — Марья Сергеевна Щелканова
- «Братская ГЭС» по поэме Е. Евтушенко — Египетская пирамида

### Московский академический театр имени Владимира Маяковского
- 1950 — «Директор» С. Алёшина; реж. Н. Акимов — Мальцева[11]
- 1975 — «Старомодная комедия» А. Арбузова; реж. М. Владимиров — Лидия Васильевна Жербер[12]
- 1979 — «Влияние гамма-лучей на бледно-жёлтые ноготки» П. Зиндела[англ.]; реж. Г. Косюков — Беатрис[13]

## Фильмография
- 1939 — Василиса Прекрасная — Белендряса, дворянская дочь
- 1941 — Танкер «Дербент» — Вера, буфетчица
- 1943 — Лермонтов — Великая княжна
- 1943 — Мы с Урала — Мария Васильевна, секретарь директора
- 1944 — Человек № 217 — Лотта
- 1946 — Сыновья — Кристина, жена Карлиса
- 1947 — Свет над Россией — Елена Вячеславовна
- 1948 — Суд чести — Нина Ивановна, жена профессора Лосева
- 1949 — Звезда — Татьяна Улыбышева, радистка
- 1949 — Встреча на Эльбе — Эльза, жена Шметау
- 1950 — Мусоргский — Елена Павловна, великая княгиня
- 1952 — Римский-Корсаков — Надежда Николаевна
- 1953 — Алёша Птицын вырабатывает характер — Сергеенко, старший лейтенант
- 1953 — Беззаконие — Анна Филипповна
- 1956 — Бессмертный гарнизон — Александра Петровна
- 1956 — За власть Советов — Лариса Львовна
- 1956 — Она вас любит! — Анна Ивановна
- 1957 — Шторм — Манька
- 1957 — Поединок — Раиса Александровна Петерсон
- 1957 — Четверо — Дуся Карпушина
- 1958 — Дожди (короткометражный) — Валентина Георгиевна
- 1959 — Мальчики — Лидия Ивановна
- 1960 — Мост перейти нельзя — Линда Ломен
- 1961 — Будни и праздники
- 1961 — Жизнь сначала — Антонина Ивановна Тимофеева
- 1961 — Суд сумасшедших — Юлиана Грей
- 1962 — Каин XVIII — королева Власта
- 1965 — Двадцать лет спустя — Берта Кузьминична
- 1966 — Просто девочка — Ангелина Ивановна
- 1967 — Анна Каренина — Лидия Ивановна
- 1969 — Семейное счастье (новелла «Нервы») — гувернантка
- 1973 — Мегрэ и человек на скамейке — мадмуазель Леон
- 1973 — Райские яблочки — Анна
- 1981 — Шофёр на один рейс — Елизавета Максимовна, дама-француженка с русскими корнями

### Телеспектакли
- 1969 — Актриса — Огнева
- 1971 — Золотая карета — Мария Сергеевна Порошина
- 1971 — Клоун — Нора
- 1974 — Преступление Сильвестра Бонара
- 1975 — Кружилиха — Маргарита Валериановна
- 1976 — Как важно быть серьёзным — леди Брэкнелл
- 1978 — Истцы и ответчики — Анна Константиновна Татаринова
- 1978 — Старомодная комедия — Лидия Васильевна
- 1983 — Не заплачу! — донна Кармелла

### Сценарии
- 1961 — Жизнь сначала (совместно с Н. Коварским)
- 1969 — Актриса (фильм-спектакль)

## Пьесы
- «На балу удачи» (совместно с Е. Якушкиной)
- «Моя окраина» (совместно с Е. Якушкиной)
- «Несущий в себе» (в 1960-м году пьеса переработана в сценарий телефильма «Жизнь сначала»)

## Награды и звания
- два ордена «Знак Почёта» (1 июня 1940, 4 ноября 1967)[2];
- заслуженная артистка Таджикской ССР (1943)[6];
- медаль «За оборону Ленинграда» (1944)[2];
- медаль «За доблестный труд в Великой Отечественной войне 1941—1945 гг.» (1946)[2];
- заслуженная артистка РСФСР (6 марта 1950) — за крупные заслуги в развитии советского киноискусства в связи с 30-летием советской кинематографии[14];
- Сталинская премия первой степени (1951) — за роль Великой княгини Елены Павловны в фильме «Мусоргский» (1950)[2];
- народная артистка РСФСР (16 октября 1967)[6];
- орден Трудового Красного Знамени (2 июля 1971)[2];
- народная артистка СССР (9 октября 1990)[2].